# Eu Vou Te Buscar (Cha La La La La)
"Eu Vou Te Buscar (Cha La La La La)" é uma canção do cantor sertanejo Gusttavo Lima, lançada no dia 1 de setembro de 2017. O single traz a participação do rapper Hungria Hip Hop, que assina a composição da música ao lado de Jujuba, Bruninho Moral, Hiago Nobre e Xuxinha. Após um mês de lançamento, a canção alcançou a 1ª posição das paradas da Billboard Brasil, sendo a quarta música de Gusttavo a alcançar o topo, permanecendo no topo por 10 semanas não consecutivas. O single recebeu disco de platina triplo pela Pro-Música Brasil.

## Antecedentes e composição
Sobre a canção, o músico afirma ser diferente de tudo que ele já fez na carreira. 
| “ | "Lançamos a nova música de trabalho 'Eu Vou Te Buscar', com um ritmo completamente diferente da linha que sempre trabalhei. Sertanejo e hip hop juntos? (risos) Liguei pro Hungria, fiz o convite e ele adorou. A canção fala sobre várias cidades e no clipe, a Cléo Pires é a nossa musa". | ” |

Num ritmo que mistura sertanejo, pop latino e hip hop, o som tem destaque para seu ritmo contagiante e para o seu refrão. Falando na letra de uma mulher que deixa lugares mais feios sem a sua beleza, tem um homem que não consegue mais viver sem a presença dela.

## Videoclipe
O vídeo para a canção foi filmado em Pirenópolis, em Goiás, sob a direção de Fred Siqueira, Abraão Oliveira na fotografia e José Augusto Roriz na direção executiva. O vídeo foi lançado no dia 1 de setembro de 2017 no canal oficial do cantor no YouTube, e trouxe a participação especial da atriz Cléo Pires, esbanjando muita sensualidade. Depois de 5 horas no ar, o clipe já era o mais visto do YouTube no Brasil, alcançando a posição nº 1 dos vídeos em alta. Foram cerca de meio milhão de visualizações no mesmo período, uma média de 100 mil por hora. A produção traz cenários coloridos, cenas de dança e mulheres com figurinos sensuais, sendo comparado com o videoclipe do grande sucesso "Despacito", de Luis Fonsi.

## Lista de faixas
| Download digital no iTunes |                                                              |         |  |
| N.º                        | Título                                                       | Duração |  |
| 1.                         | "Eu Vou Te Buscar (Cha La La La La)" (feat. Hungria Hip Hop) | 2:41    |  |

## Desempenho nas tabelas musicais
| Tabela musical (2017)                     | Melhor posição |
| ----------------------------------------- | -------------- |
| Brasil - Billboard Brasil Hot 100 Airplay | 1              |
| Brasil (Top 50 Streaming Mensal)          | 39             |

## Certificação
| País         | Certificação | Data |
| ------------ | ------------ | ---- |
| Brasil (PMB) | 3× Platina   | 2018 |